# Luzern-Stans-Engelberg-Bahn

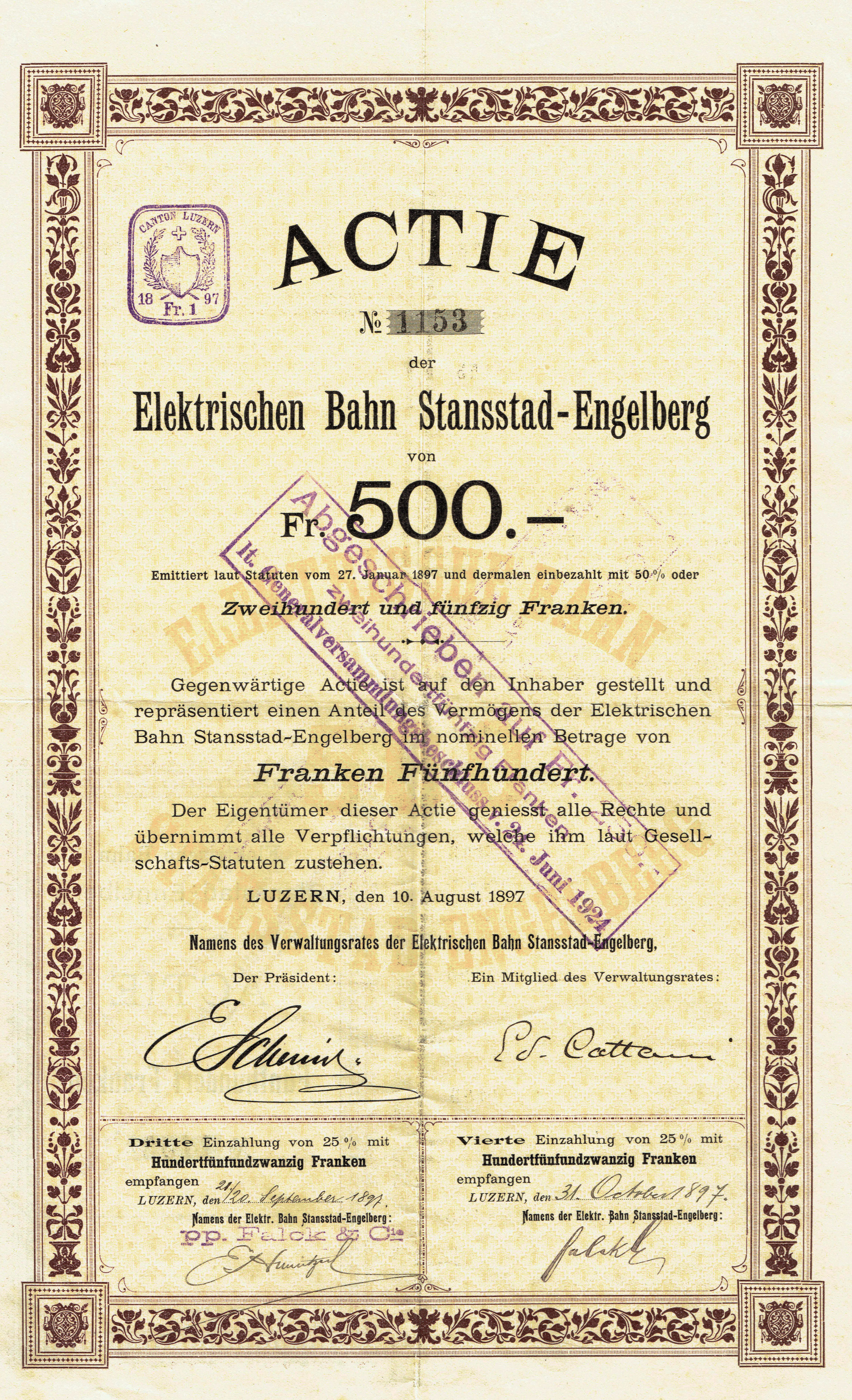
Aktie über 500 Franken der Elektrischen Bahn Stansstad-Engelberg vom 10. August 1897

| Streckennummer (BAV): | 470 (Luzern–Hergiswil) 480 (Hergiswil–Engelberg) |                                                                           |                                          |
| Fahrplanfeld: | 480                                              |                                                                           |                                          |
| Streckenlänge: | 24,78 km                                         |                                                                           |                                          |
| Spurweite: | 1000 mm (Meterspur)                              |                                                                           |                                          |
| Stromsystem: | 15 kV, 16,7 Hz ~                                 |                                                                           |                                          |
| Maximale Neigung: | Adhäsion 34 ‰ Zahnstange 105 ‰                   |                                                                           |                                          |
| Minimaler Radius: | 100 m                                            |                                                                           |                                          |
| Zahnstangensystem: | Riggenbach                                       |                                                                           |                                          |
| |                                                  |                                                                           |                                          |
| Hergiswil–Engelberg |                                                  |                                                                           |                                          |
| \| \| \| Brünigbahn von Luzern \| \| \| \| 0,00 \| Hergiswil \| 449 m ü. M. \| \| \| \| Brünigbahn nach Meiringen / Interlaken \| \| \| \| \| Lopper II (1743 m) \| \| \| \| \| Achereggbrücke (200 m) \| \| \| \| \| \| \| \| \| 2,69 \| Stansstad Depot und Werkstätte \| 436 m ü. M. \| \| \| \| \| \| \| \| \| Stansstad Schiffsstation \| 435 m ü. M. \| \| \| 4,00 \| Autobahn A2 (99 m) \| Autobahn A2 (99 m) \| \| \| \| \| \| \| \| 4,10 \| Gerbi \| 442 m ü. M. \| \| \| \| \| \| \| \| 5,82 \| Stans Anschluss Stanserhorn-Bahn \| 451 m ü. M. \| \| \| \| \| \| \| \| 7,73 \| Oberdorf NW (bis 2002) \| 464 m ü. M. \| \| \| 8,94 \| Büren NW (bis 2002) \| 477 m ü. M. \| \| \| \| \| \| \| \| 9,50 \| Dallenwil Anschluss Luftseilbahn Wiesenberg \| 485 m ü. M. \| \| \| \| \| \| \| \| \| Engelberger-Aa-Brücke (60 m) \| \| \| \| \| \| \| \| \| 10,21 \| Niederrickenbach Station Anschluss Luftseilbahn Niederrickenbach-Musenalp \| 496 m ü. M. \| \| \| \| \| \| \| \| \| \| \| \| \| 12,52 \| Wolfenschiessen Anschluss Luftseilbahnen Wissiflue und Walibalm \| 511 m ü. M. \| \| \| \| \| \| \| \| 13,78 \| Dörfli (bis 2014) \| 523 m ü. M. \| \| \| \| Kantonsgrenze NW–OW \| \| \| \| \| \| \| \| \| 17,13 \| Grafenort Anschluss Luftseilbahn Grafenort-Brunniswald \| 569 m ü. M. \| \| \| \| \| \| \| \| \| \| \| \| \| 18,60 \| Mettlen \| 596 m ü. M. \| \| \| \| Tunnel Stock Anm. (4043 m, seit 2010) \| \| \| \| \| Beginn Zahnstange \| \| \| \| 19,50 \| Fangboden Kreuzungsstelle \| Fangboden Kreuzungsstelle \| \| \| 20,33 \| Obermatt ZB Beginn Zahnstange \| 675 m ü. M. \| \| \| \| (max. Neigung ehem. 246 ‰ / heute 105 ‰) \| \| \| \| 21,46 \| Grünenwald \| 885 m ü. M. \| \| \| 21,73 \| Brunni Kreuzungsstelle \| Brunni Kreuzungsstelle \| \| \| \| Ende Zahnstange \| \| \| \| 22,11 \| Ghärst Ende Zahnstange \| 970 m ü. M. \| \| \| \| Boden \| \| \| \| 24,78 \| Engelberg \| 999 m ü. M. \| |                                                  |                                                                           |                                          |
| Anm. Umgangssprachlich «Tunnel Engelberg» |                                                  |                                                                           |                                          |
| Strecke |                                                  | Brünigbahn von Luzern                                                     | Brünigbahn von Luzern                    |
| Bahnhof | 0,00                                             | Hergiswil                                                                 | 449 m ü. M.                              |
| Abzweig geradeaus und nach rechts |                                                  | Brünigbahn nach Meiringen / Interlaken                                    | Brünigbahn nach Meiringen / Interlaken   |
| Tunnel |                                                  | Lopper II (1743 m)                                                        | Lopper II (1743 m)                       |
| Brücke über Wasserlauf |                                                  | Achereggbrücke (200 m)                                                    | Achereggbrücke (200 m)                   |
| |                                                  |                                                                           |                                          |
| Bahnhof | 2,69                                             | Stansstad Depot und Werkstätte                                            | 436 m ü. M.                              |
| |                                                  |                                                                           |                                          |
| Strecke · Kopfbahnhof Streckenanfang (Strecke außer Betrieb) |                                                  | Stansstad Schiffsstation                                                  | 435 m ü. M.                              |
| Strecke (außer Betrieb) | 4,00                                             | Autobahn A2 (99 m)                                                        | Autobahn A2 (99 m)                       |
| |                                                  |                                                                           |                                          |
| Dienststation / Betriebs- oder Güterbahnhof | 4,10                                             | Gerbi                                                                     | 442 m ü. M.                              |
| |                                                  |                                                                           |                                          |
| Bahnhof | 5,82                                             | Stans Anschluss Stanserhorn-Bahn                                          | 451 m ü. M.                              |
| |                                                  |                                                                           |                                          |
| ehemaliger Haltepunkt / Haltestelle | 7,73                                             | Oberdorf NW (bis 2002)                                                    | 464 m ü. M.                              |
| ehemaliger Haltepunkt / Haltestelle | 8,94                                             | Büren NW (bis 2002)                                                       | 477 m ü. M.                              |
| |                                                  |                                                                           |                                          |
| Bahnhof | 9,50                                             | Dallenwil Anschluss Luftseilbahn Wiesenberg                               | 485 m ü. M.                              |
| |                                                  |                                                                           |                                          |
| Brücke über Wasserlauf |                                                  | Engelberger-Aa-Brücke (60 m)                                              | Engelberger-Aa-Brücke (60 m)             |
| |                                                  |                                                                           |                                          |
| Haltepunkt / Haltestelle | 10,21                                            | Niederrickenbach Station Anschluss Luftseilbahn Niederrickenbach-Musenalp | 496 m ü. M.                              |
| |                                                  |                                                                           |                                          |
| |                                                  |                                                                           |                                          |
| Bahnhof | 12,52                                            | Wolfenschiessen Anschluss Luftseilbahnen Wissiflue und Walibalm           | 511 m ü. M.                              |
| |                                                  |                                                                           |                                          |
| ehemaliger Haltepunkt / Haltestelle | 13,78                                            | Dörfli (bis 2014)                                                         | 523 m ü. M.                              |
| Grenze |                                                  | Kantonsgrenze NW–OW                                                       | Kantonsgrenze NW–OW                      |
| |                                                  |                                                                           |                                          |
| Haltepunkt / Haltestelle | 17,13                                            | Grafenort Anschluss Luftseilbahn Grafenort-Brunniswald                    | 569 m ü. M.                              |
| |                                                  |                                                                           |                                          |
| Dienststation / Betriebs- oder Güterbahnhof |                                                  |                                                                           |                                          |
| | 18,60                                            | Mettlen                                                                   | 596 m ü. M.                              |
| Strecke (außer Betrieb) · Strecke (im Tunnel) |                                                  | Tunnel Stock Anm. (4043 m, seit 2010)                                     | Tunnel Stock Anm. (4043 m, seit 2010)    |
| Strecke (außer Betrieb) |                                                  | Beginn Zahnstange                                                         | Beginn Zahnstange                        |
| Strecke (außer Betrieb) · Dienststation / Betriebs- oder Güterbahnhof (im Tunnel) | 19,50                                            | Fangboden Kreuzungsstelle                                                 | Fangboden Kreuzungsstelle                |
| Strecke (im Tunnel) | 20,33                                            | Obermatt ZB Beginn Zahnstange                                             | 675 m ü. M.                              |
| Strecke (außer Betrieb) · Strecke (im Tunnel) |                                                  | (max. Neigung ehem. 246 ‰ / heute 105 ‰)                                  | (max. Neigung ehem. 246 ‰ / heute 105 ‰) |
| Haltepunkt / Haltestelle (Strecke außer Betrieb) · Strecke (im Tunnel) | 21,46                                            | Grünenwald                                                                | 885 m ü. M.                              |
| Strecke (außer Betrieb) · Dienststation / Betriebs- oder Güterbahnhof (im Tunnel) | 21,73                                            | Brunni Kreuzungsstelle                                                    | Brunni Kreuzungsstelle                   |
| Strecke (außer Betrieb) |                                                  | Ende Zahnstange                                                           | Ende Zahnstange                          |
| Strecke (im Tunnel) | 22,11                                            | Ghärst Ende Zahnstange                                                    | 970 m ü. M.                              |
| |                                                  | Boden                                                                     |                                          |
| Kopfbahnhof Streckenende | 24,78                                            | Engelberg                                                                 | 999 m ü. M.                              |

Die Luzern-Stans-Engelberg-Bahn ist eine Schmalspurstrecke in der Zentralschweiz. Die gleichnamige Gesellschaft (LSE), die die Bahnstrecke baute, wurde am 1. Januar 2005 mit der Brünigbahn der Schweizerischen Bundesbahnen (SBB) zur Zentralbahn zusammengeschlossen, welche die hier beschriebene knapp 25 Kilometer lange meterspurige Strecke Hergiswil–Stans–Engelberg betreibt.

## Geschichte

### Luzern-Stans-Engelberg-Bahn

Trassee und Triebwagen der Engelbergbahn, mit Blick auf den Graustock, 1910

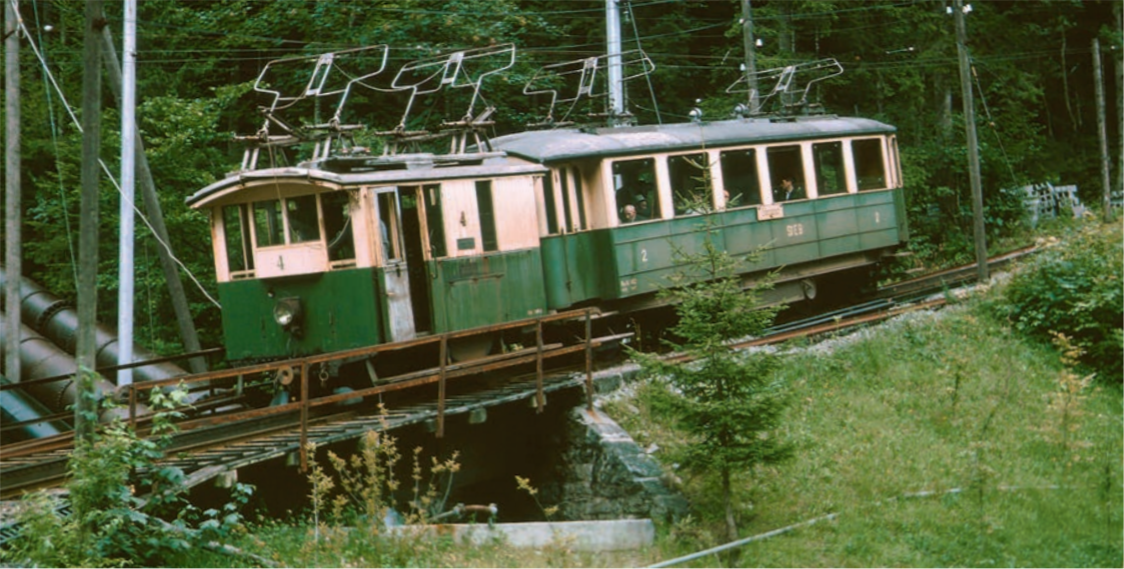
HG 2/2 mit dem vorangestellten Triebwagen Be 2/4 auf dem Zahnstangenabschnitt zwischen Grafenort und Engelberg.

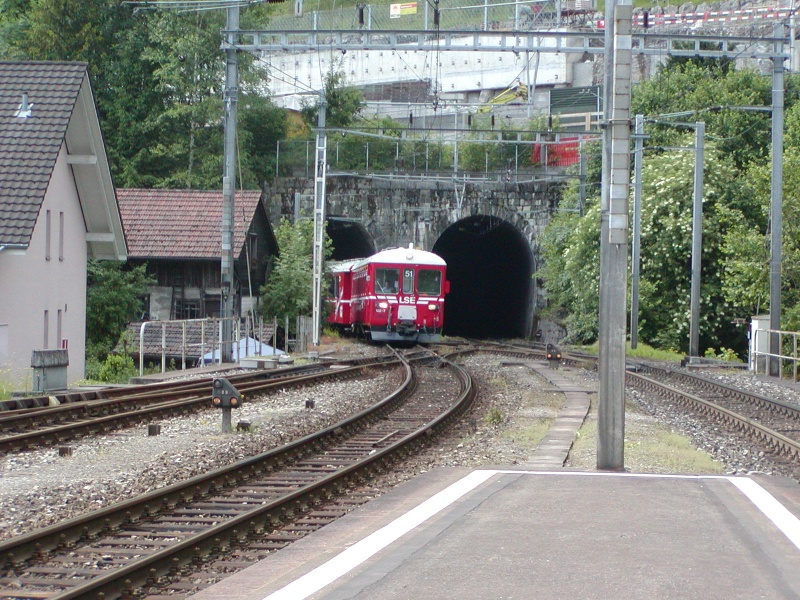
Aus Stansstad kommender Zug der LSE bei der Einfahrt in den Bahnhof Hergiswil, 2007

Im Jahre 1890 wurde die Konzession für eine Bahnlinie von Stansstad nach Engelberg erteilt. Eröffnet wurde die Strecke am 5. Oktober 1898 durch die Gesellschaft Stansstad-Engelberg-Bahn (StEB). Sie war von Beginn an elektrifiziert, was sie damals zur längsten elektrisch betriebenen Eisenbahnlinie der Schweiz machte. Entsprechend dem damaligen Stand der Technik entschied man sich für Drehstrom (750 V bei 32 Hz), woraus man sich auch Vorteile für den Betrieb auf dem Zahnstangenabschnitt zwischen Grafenort und Engelberg mit einer Neigung von 246 ‰ versprach. Um an der Steilstrecke bei Grünenwald eine Strassenüberquerung mit Zahnstange zu vermeiden, wurde für den Strassenverkehr eine Klappbrücke über die Schienen errichtet.
Die Stansstad-Engelberg-Bahn (meist verkürzt Engelberg-Bahn genannt) machte die ältere, elektrische Strassenbahn Stansstad–Stans überflüssig. Letztere wurde am 30. September 1903 stillgelegt. Die Strecke endete ursprünglich in Stansstad am Vierwaldstättersee. Für eine Weiterführung nach Hergiswil mit Anschluss zur SBB-Brünigbahn wurde 1956 eine Konzession erteilt, deren Nutzung sich jedoch aufgrund finanzieller Schwierigkeiten verzögerte.
Nachdem die Finanzierung mit Darlehen und Beiträgen der öffentlichen Hand gesichert war, begann der Bau der Verbindung Stansstad–Hergiswil u. a. mit dem Bau der Achereggbrücke, der Einbindung in den Bahnhof der SBB-Brünigbahn und eine Komplettsanierung der bestehenden Adhäsionsstrecke nach den Normen der Brünigbahn. In diesem Rahmen wurde die Oberleitung auf das Bahnstromsystem der SBB (15 kV bei 16⅔ Hz Wechselspannung) umgebaut und stellenweise wurden Neutrassierungen vorgenommen. Nach einem mehrwöchigen Unterbruch ging die Bahn am 16. Dezember 1964 wieder in Betrieb und konnte neu direkte Züge nach Luzern unter Mitbenutzung des Brünigbahn-Abschnitts anbieten. Die auch finanziell sanierte StEB nahm mit der Wiederinbetriebnahme den Namen Luzern-Stans-Engelberg-Bahn (LSE) an.
Die Haltestellen Oberdorf und Büren wurden 2002 aufgehoben und durch einen Buskurs ab Stans, wo es inzwischen S-Bahn-Anschluss gibt, ersetzt. Ebenso ist die Bedarfshaltestelle Niederrickenbach Station von der Schliessung bedroht. Bei S-Bahnzügen ist ein Halt auf Verlangen jetzt schon nicht mehr vorgesehen.
Am 30. Juni 2004 ermächtigte der Bundesrat die SBB, die Brünigbahn (Luzern–Interlaken Ost) an die LSE zu verkaufen; die SBB wurden dafür mit neu ausgegebenen Aktien der LSE entschädigt. Die Konzession der LSE wurde auf die Brünigbahn ausgedehnt. Seit dem 1. Januar 2005 trägt die fusionierte Bahngesellschaft den neuen Namen Zentralbahn.

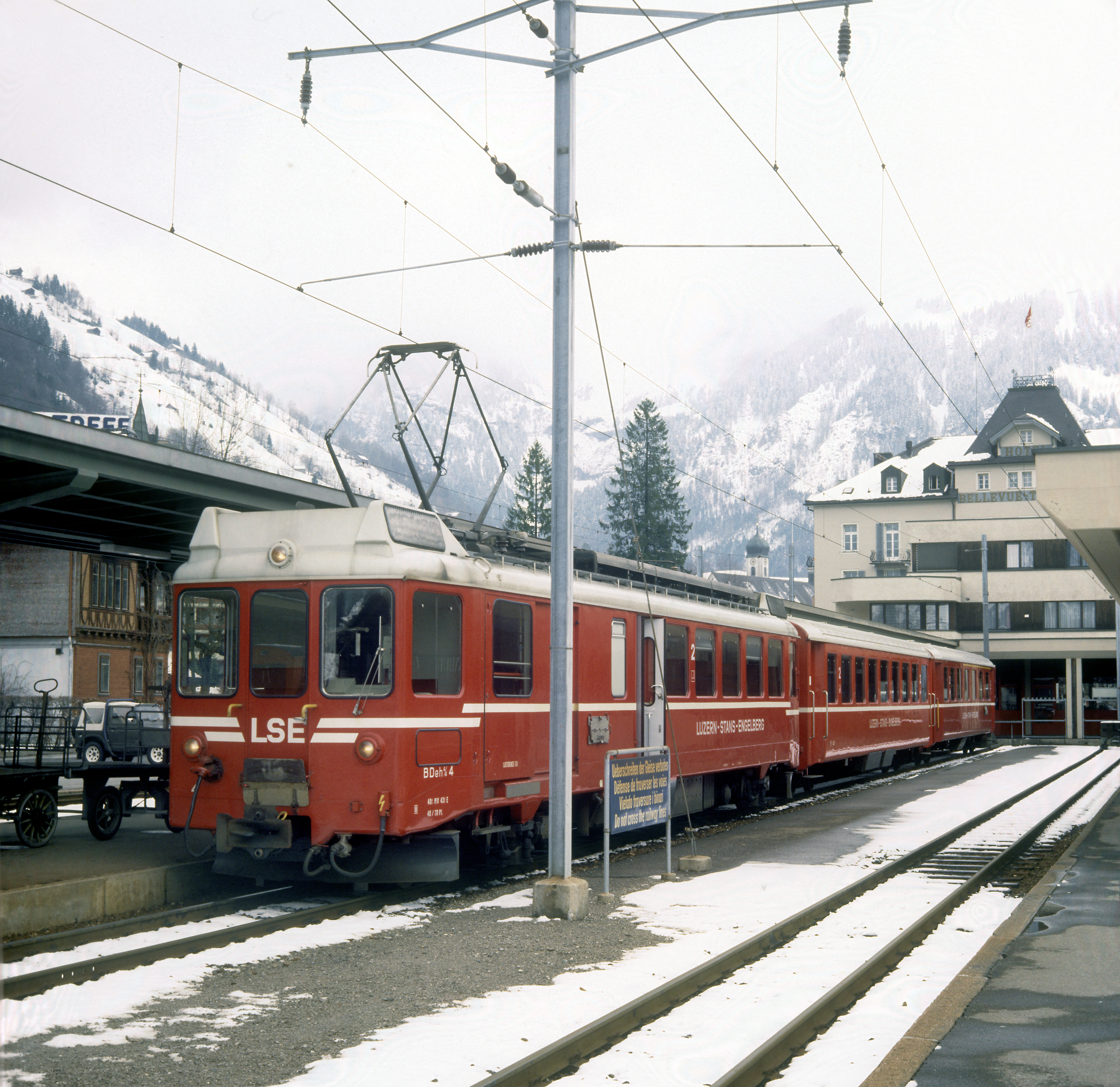
LSE-Triebwagen BDeh 4/4 4 in Engelberg
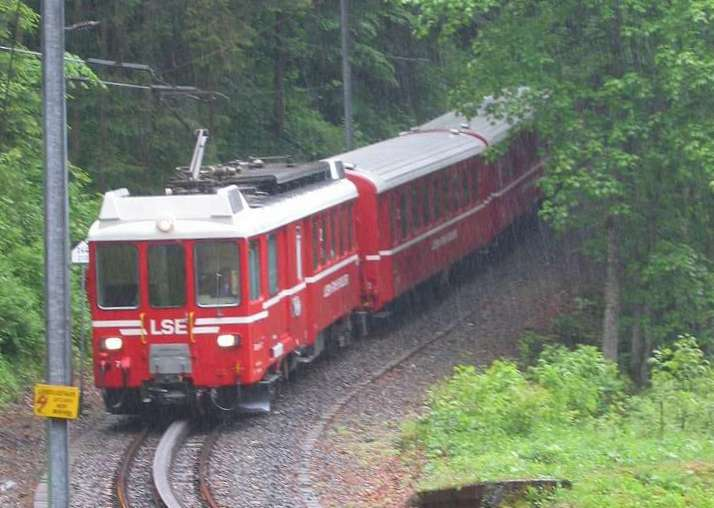
Zug der LSE im strömenden Regen auf der alten Strecke bei Grünenwald im Bergwald
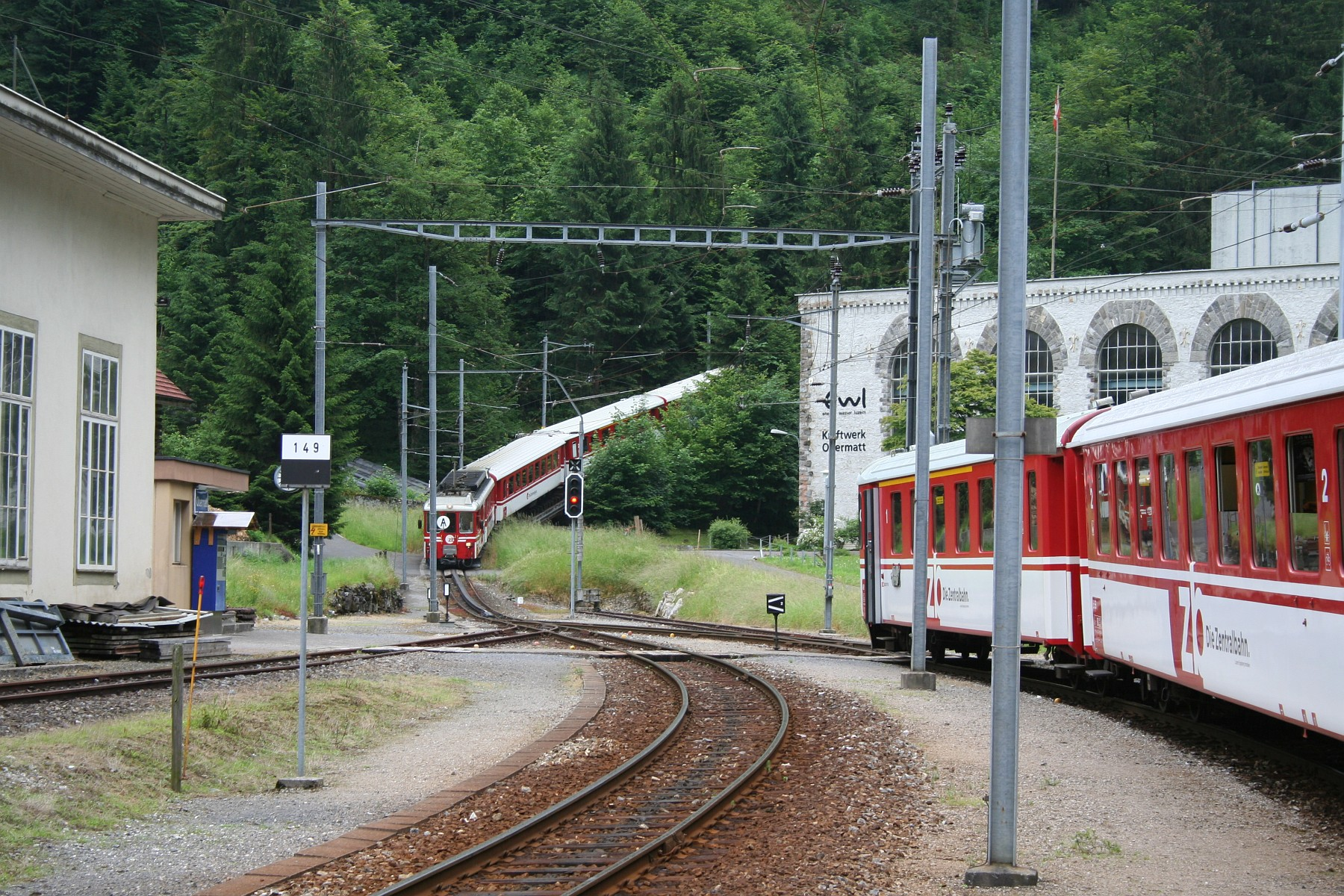
Beginn der Zahnstange in Obermatt
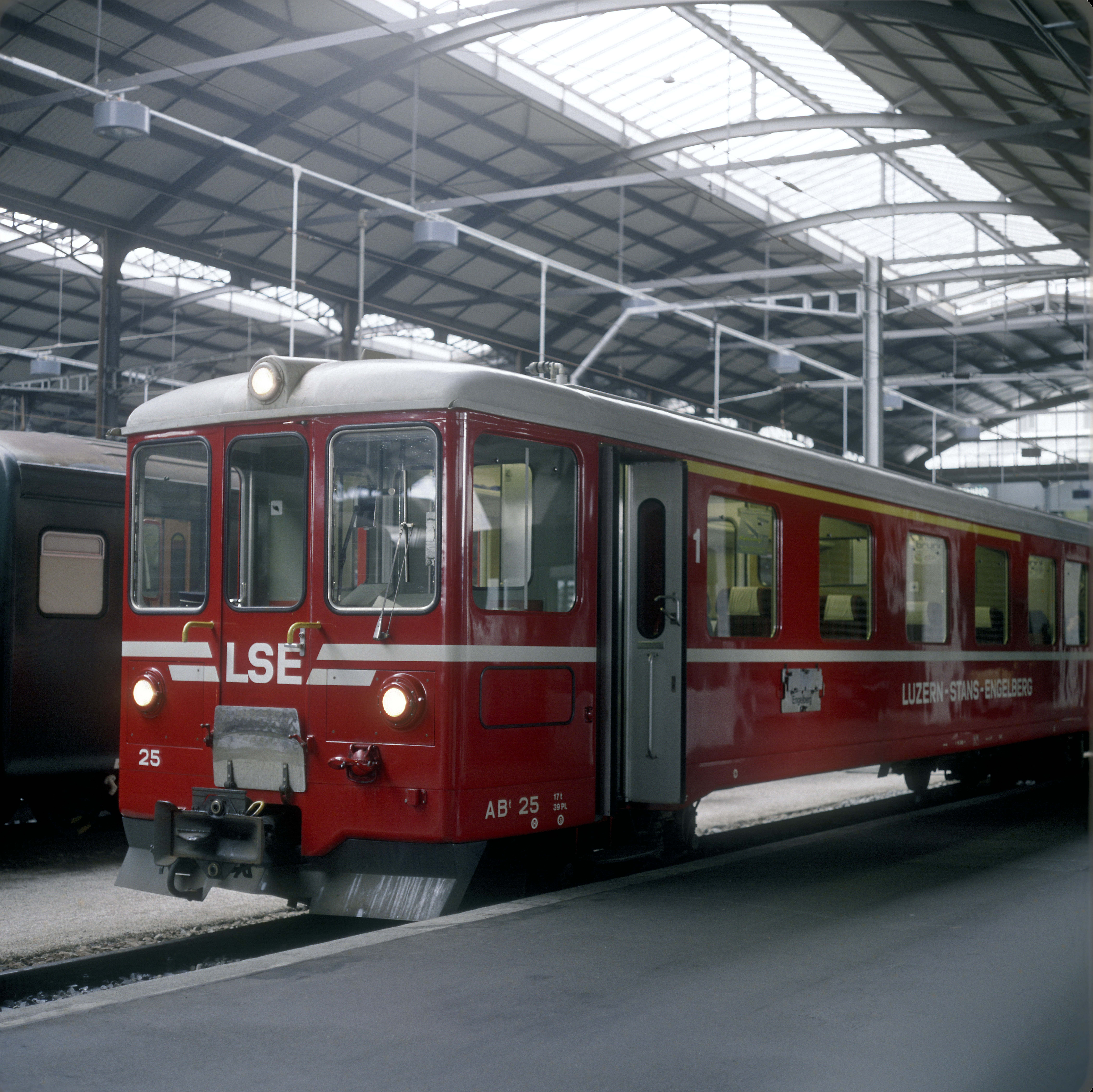
Steuerwagen ABt 25 der LSE (1991)

### Zahnstangenbetrieb
Im Drehstrombetrieb konnte die 1579 m lange Zahnstangenrampe zwischen Grünenwald und Ghärst vor Engelberg nur mit 5 km/h bewältigt werden, den Triebwagen (ausgenommen der zuletzt beschaffte Wagen 103) wurde auf der Talseite eine Zahnradlokomotive beigegeben, die den Zug bergwärts schob oder talwärts bremste.
Die 1964 beschafften und bis 2010 ausschliesslich eingesetzten Triebwagen BDeh 4/4 erreichten bergwärts 14,5 km/h. Sie konnten auf der Zahnstangenstrecke zwei Wagen befördern und einmal pro Tag einen zusätzlichen Wagen ziehen. Hingegen war Doppeltraktion auf der Steilrampe nicht erlaubt, was bei grossem Andrang das Teilen der Züge in Grafenort erforderte.
Mit der Eröffnung des neuen Tunnels mit nur noch 105 ‰ Steigung (die Zahnstangenein- und -ausfahrten befinden sich im Tunnel selbst, jeweils kurz nach den Portalen) ist ein normaler durchgängiger Einsatz der Züge möglich. Es sind Lokomotiven HGe 4/4 II mit bis zu sieben Wagen im Einsatz, wobei die Länge der Züge durch die Perronlänge in Engelberg begrenzt wird. Für zusätzliche Züge kamen auch die zwei 1970 nachbeschafften Triebwagen 6 und 7 zum Einsatz, deren reduzierte Geschwindigkeit auf der Zahnstange erschwerte jedoch die Fahrplangestaltung. Seit Dezember 2013 kommen nur noch die schnelleren HGe 4/4 II und die neuen Triebzüge zum Einsatz.

### Hochwasser 2005

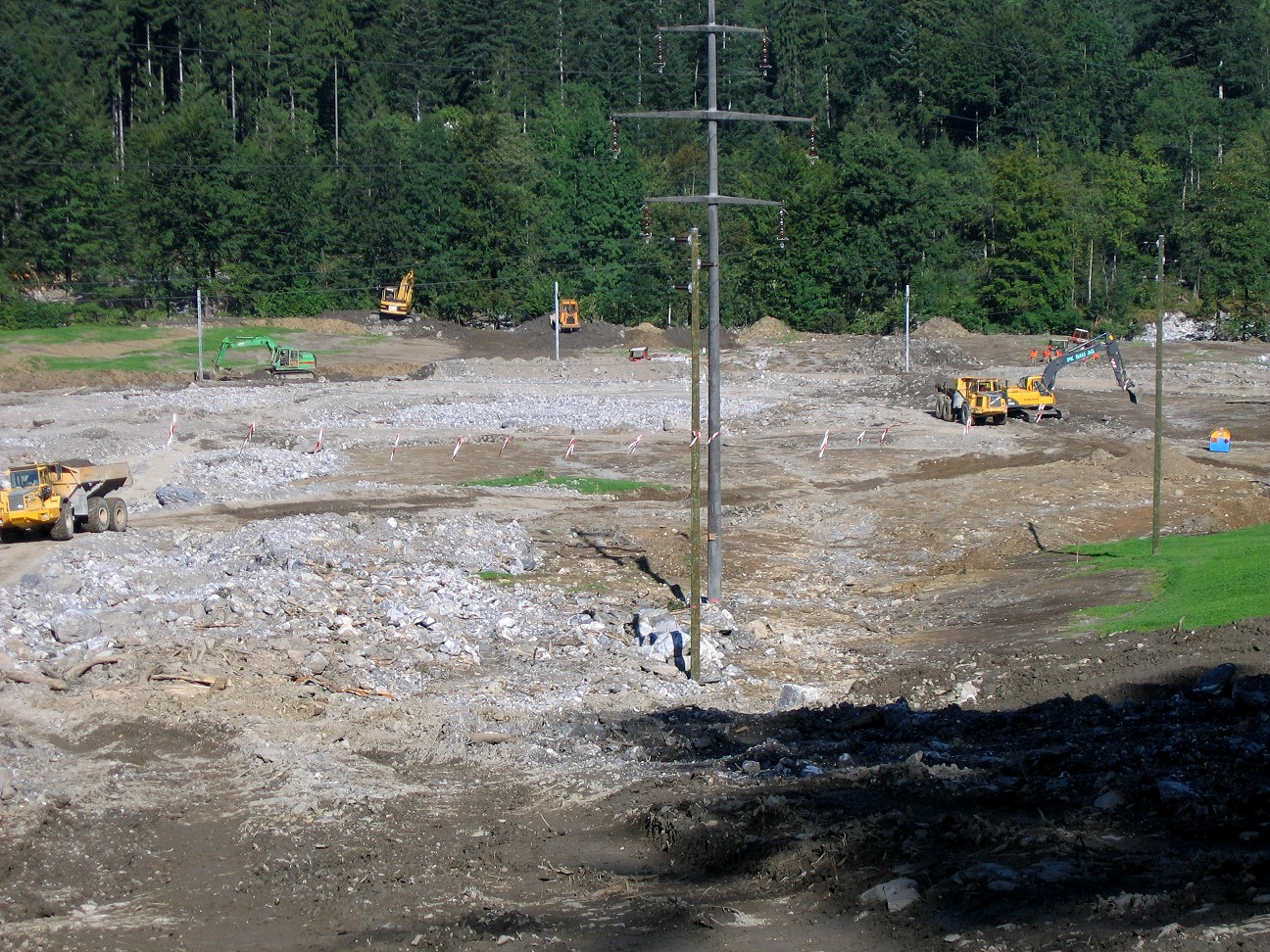
Verwüstete Gleisanlage nach dem Hochwasser 2005

Beim verheerenden Hochwasser am 22. August 2005 wurde die Bahntrasse im unteren Abschnitt der Aaschlucht zwischen Obermatt und Grafenort durch Muren, Unterspülung, Schutt- und Schlammablagerungen fast völlig zerstört. Am oberen Ende der Aaschlucht, kurz vor dem Ortseingang Engelberg, stürzte der Viadukt, auf den sich Bahntrasse und die benachbarte Kantonsstrasse stützten, in den Abgrund. Die Schienen blieben frei in der Luft hängen und waren nicht mehr passierbar. Für einige Tage war Engelberg nur noch per Helikopter erreichbar, danach über eine Notstrasse. Nach umfangreichen Wiederaufbauarbeiten konnte am 15. Dezember 2005 der Bahnbetrieb nach Engelberg wieder aufgenommen werden.

### Tunnel Engelberg
Ab 2001 wurde zwischen Grafenort und Boden ein 4043 m langer Tunnel gebaut, mit dem die bisherige Steilstrecke umfahren und die Maximalsteigung von 246 auf 105 ‰ verringert wird. Damit ist es möglich, nach Engelberg mit längeren Zügen als auf den Zahnstangenabschnitten am Brünigpass mit 120 ‰ zu fahren. Die Fertigstellung des Projekts war ursprünglich für den Herbst 2005 geplant, verzögerte sich aber wegen geologischer Probleme: Sowohl 2002, 2003 als auch 2005 gab es schwere Wassereinbrüche im Tunnel mit bis zu 1000 l/s. Nach Fertigstellung des Rohbaues im September 2009 konnte der Tunnel mit dem Fahrplanwechsel im Dezember 2010 eröffnet werden. Die Baukosten stiegen durch die unerwarteten Schwierigkeiten sowie durch die Teuerung von zunächst 68,1 Mio. Schweizer Franken auf nunmehr etwa 176,5 Mio. Franken.
Durch den Neubau konnte die Fahrzeit von Luzern nach Engelberg um 14 auf 47 Minuten reduziert und die Kapazität von 400 auf 1000 Personen pro Stunde mehr als verdoppelt werden. Allerdings entfiel der besondere Reiz einer Bahnfahrt durch den Bergwald nach Engelberg. Eisenbahnfreunde lancierten 2006 die Idee, die Bergstrecke als Museumsbahn zu betreiben. Weitere Konkretisierungen dieser Idee folgten aber nicht.
Am 7. Dezember 2010 um 20:50 Uhr fuhr der letzte fahrplanmässige Zug auf der Bergstrecke von Grafenort nach Engelberg. Bis zum Fahrplanwechsel am 12. Dezember 2010 wurden Bahnersatzbusse auf der Strecke eingesetzt. Gleichzeitig wurde mit dem Rückbau der alten Strecke begonnen.
Am 11. Dezember 2010 wurde der neue Steilrampentunnel mit einem Fest eröffnet. Der Abt des Klosters Engelberg segnete den Tunnel.

### Unfall vom 11. August 2014
Am 11. August 2014 befuhr ein mit acht israelischen Touristen besetzter Kleinbus einen Bahnübergang bei Wolfenschiessen, als ein mit einer HGe 101 bespannter Zug nahte. Der Bahnübergang zweigt rechtwinklig von der Hauptstrasse ab. Der Lenker des Kleinbusses hätte den parallel nahenden Zug nur im Rückspiegel erkennen können. Bei der folgenden Kollision wurden drei Businsassen tödlich und die anderen fünf schwer verletzt. Die Sanierung des unbewachten Bahnübergangs war seit Jahren geplant, aber die Verhandlungen mit den Landeigentümern gestalteten sich schwierig. Zudem hatte der Nidwaldner Landrat im Mai 2014 einen Zusatzkredit verweigert.

### Renovierung des Engelberger Bahnhofs 2015

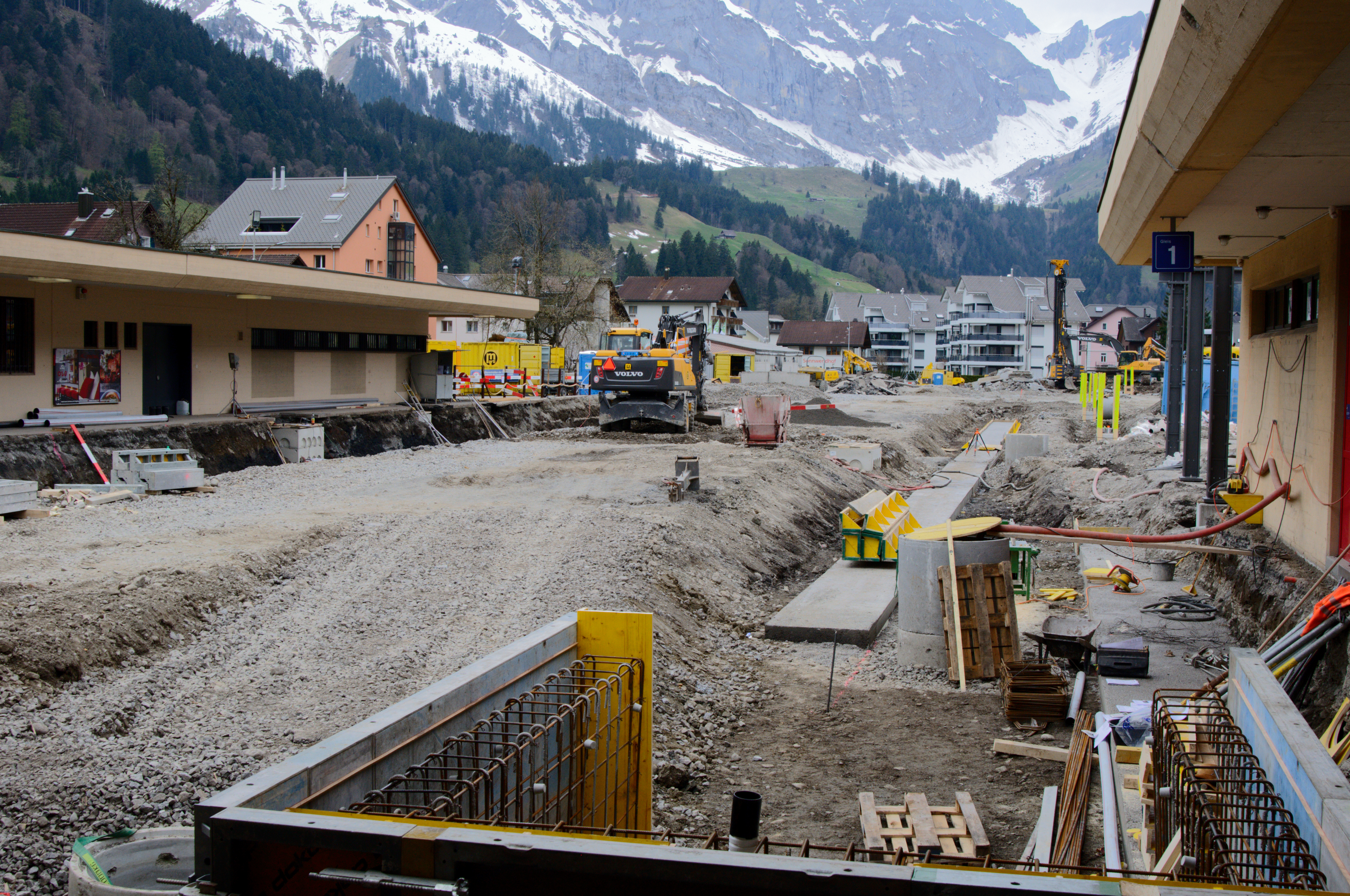
Bauarbeiten im Bahnhof Engelberg (2015)

Ende 2014 wurde der Bauauftrag zur Erneuerung der Gleisanlagen, Perrons, Überdachung, Beleuchtung und Fahrleitung im Bahnhof Engelberg vergeben. Vom 20. April bis 17. Mai 2015 war der Bahnhof Engelberg ausser Betrieb. In dieser Zeit verkehrten Bahnersatzbusse zwischen Dallenwil und Engelberg, an den Wochenenden aufgrund weiterer Bauarbeiten zwischen Stansstad und Engelberg. Die Arbeiten wurden im Sommer 2015 abgeschlossen und am 28. August 2015 wurde der umgebaute Bahnhof offiziell eingeweiht.